# Specie chimica
Una specie chimica è una qualsiasi struttura di natura chimica, considerata a prescindere dal numero di entità molecolari (ad esempio atomi o molecole) che la compongono. 
Un insieme di un numero imprecisato di entità molecolari dello stesso tipo costituisce dunque una specie chimica. Ricade nell'accezione di "specie chimica" anche una quantità misurabile in termini di numero di particelle: sappiamo, ad esempio, che una mole di una determinata sostanza o composto conterrà un numero di esse pari a quello di Avogadro. Una determinata specie chimica è infine definita se sono definite la natura, la proporzione e la disposizione degli elementi chimici che la compongono.

## Esempi di specie chimiche

Rappresentazione di una molecola di acqua.

Ad esempio, l'acqua è una specie chimica in quanto:
- la natura dei suoi elementi è definita, infatti essa è composta da atomi di idrogeno e ossigeno;
- la proporzione dei suoi elementi è definita, infatti ogni molecola di acqua è composta da due atomi di idrogeno e un atomo di ossigeno, che sono quindi in rapporto 2:1;
- la disposizione dei suoi elementi è definita, infatti gli atomi che la compongono sono legati tra loro in modo da formare un angolo di 104,45°, con l'atomo di ossigeno legato ai due atomi di idrogeno.[3]

Sono quindi specie chimiche:
- qualsiasi sostanza chimica, tra cui le sostanze semplici (le cui molecole sono formate da più atomi della stessa natura) e i composti chimici (le cui molecole sono formate da più atomi di natura differente);
- i reagenti, i prodotti e gli intermedi di una qualsiasi reazione chimica;
- gli elettroni nell'ambito delle semireazioni redox, in quanto possono essere identificati come prodotti o reagenti.[4]

L'unica prerogativa per definire una specie chimica è che questa abbia una "natura chimica" ben definita (cioè deve avere una sua formula chimica). Le miscele non sono ad esempio specie chimiche, in quanto al loro interno contengono più specie chimiche di natura differente. Neanche le fasi sono specie chimiche, in quanto nella stessa fase possono coesistere più specie chimiche di natura differente.

## Elementi chimici e specie chimiche ad essi associate
A partire da ciascun elemento chimico possono essere definite diverse specie chimiche ad esso associato, che si differenziano da questo a seconda della composizione isotopica, della carica (o stato di ossidazione), ecc.
Secondo la IUPAC infatti:
(EN)  Chemical species. Chemical elements: specific form of an element defined as to isotopic composition, electronic or oxidation state, and/or complex or molecular structure.
Specie chimica. Elementi chimici: specifica forma di un elemento definita come la sua composizione isotopica, stato di ossidazione o stato elettronico, e/o struttura molecolare o del complesso.